# 塔克曼 (阿肯色州)
塔克曼（英語：Tuckerman）是一個位於美國阿肯色州傑克遜縣的城市。

## 地理
塔克曼的座標為35°43′41″N 91°12′03″W / 35.72806°N 91.20083°W，而該地的平均海拔高度為74米（即243英尺）。

## 人口
根據2020年美國人口普查的數據，塔克曼的面積為6.94平方千米，當中陸地面積為6.93平方千米，而水域面積為0.01平方千米。當地共有人口1707人，而人口密度為每平方千米245人。